# Mustafa Öğretmenoğlu
Mustafa Öğretmenoğlu (* 24. April 1978 in Kütahya) ist ein türkischer Fußballschiedsrichter.

## Werdegang
Sein Debüt in der höchsten türkischen Fußballliga, der Süper Lig, gab Öğretmenoğlu am 14. Mai 2011; er leitete die Begegnung Manisaspor gegen Bucaspor (4:2).
Öğretmenoğlu ist Schiedsrichter seit 1998 und war eine Zeit lang in den unteren Amateurligen unterwegs. Seit seinem Sprung im Jahr 2003 in die professionellen Fußballligen, pfeift er ab der vierten Liga aufwärts. Öğretmenoğlu ist für die Provinz Antalya aktiv.
Von Beruf ist er Buchhalter.